# Tour der neuseeländischen Rugby-Union-Nationalmannschaft nach Südafrika 1970
| Tour der All Blacks nach Südafrika 1970 | Tour der All Blacks nach Südafrika 1970 | Tour der All Blacks nach Südafrika 1970 | Tour der All Blacks nach Südafrika 1970 | Tour der All Blacks nach Südafrika 1970 |
| Übersicht                               | S                                       | G                                       | U                                       | N                                       |
| --------------------------------------- | --------------------------------------- | --------------------------------------- | --------------------------------------- | --------------------------------------- |
| Test Matches                            | 04                                      | 01                                      | 0                                       | 3                                       |
| Sonstige Spiele                         | 22                                      | 22                                      | 0                                       | 0                                       |
| Gesamt                                  | 26                                      | 23                                      | 0                                       | 3                                       |
|                                         |                                         |                                         |                                         |                                         |
| Südafrika                               | 04                                      | 01                                      | 0                                       | 3                                       |

Die Tour der neuseeländischen Rugby-Union-Nationalmannschaft nach Südafrika 1970 umfasste eine Reihe von Freundschaftsspielen der All Blacks, der Nationalmannschaft Neuseelands in der Sportart Rugby Union. Das Team reiste von Juni bis September 1970 durch Südafrika. Während dieser Zeit bestritt es 26 Spiele. Darunter waren vier Test Matches gegen die Springboks, in denen die All Blacks drei Niederlagen hinnehmen mussten und somit die Serie verloren. In den 24 weiteren Begegnungen mit regionalen Auswahlteams resultierten ausschließlich Siege. Zu Beginn der Tour machten die All Blacks einen Zwischenstopp in der australischen Stadt Perth, wo zwei Spiele auf dem Programm standen; Test Matches gegen die Wallabies gab es hingegen keine.

## Ereignisse
Wie alle Touren nach Südafrika während der Apartheid-Ära sorgte auch diese für Kontroversen. 1960 die New Zealand Rugby Football Union (NZRFU) dem Druck der südafrikanischen Regierung nachgegeben und keine Spieler māorischer oder samoanischer Herkunft in den Kader der All Blacks berufen, was in der neuseeländischen Gesellschaft zunehmend auf Unverständnis stieß. Die Tour von 1967, die ursprünglich nach Südafrika hätte führen sollen, wurde kurzfristig nach Europa verlegt, da die NZRFU die rassistisch motivierten Ausschlusskriterien nicht länger akzeptieren wollte. Dennoch bestand der Wunsch, durch Südafrika zu touren, weshalb hinter den Kulissen Gespräche stattfanden, damit die Neuseeländer bezüglich der Spielerwahl nicht mehr eingeschränkt würden. Beispielsweise traf der Spieler Chris Laidlaw 18 Monate vor der Tour den späteren südafrikanischen Außenminister Pik Botha zu Verhandlungen. Schließlich gestand die Regierung den nichtweißen neuseeländischen Spielern und Zuschauern den Status von „Ehrenweißen“ (honorary whites) zu, womit die Apartheid-Einschränkungen für diese Personen faktisch aufgehoben waren. Einzelne Spieler wie Ken Gray hielten dies für unehrlich, weshalb sie ihre Teilnahme an der Tour dennoch absagten.
Die beiden Spiele in Perth fanden unmittelbar hintereinander am selben Tag statt. Sid Going nahm jeweils nicht teil, da er als Mormone aus religiösen Gründen nie an Sonntagen spielte. Für ihn sprang James Hendrie ein, der trotz seiner australischen Staatsbürgerschaft seither offiziell als neuseeländischer Nationalspieler geführt wird.

## Spielplan
- Hintergrundfarbe grün = Sieg
- Hintergrundfarbe rot = Niederlage

(Test Matches sind grau unterlegt; Ergebnisse aus der Sicht Neuseelands)

### Spiele in Australien
| # | Datum         | Gegner             | Ort   | Stadion             | Ergebnis |
| - | ------------- | ------------------ | ----- | ------------------- | -------- |
| 1 | 14. Juni 1970 | Western Australia  | Perth | Perry Lakes Stadium | 50:3     |
| 2 | 14. Juni 1970 | ARU President’s XV | Perth | Perry Lakes Stadium | 52:3     |

### Spiele in Südafrika
| #  | Datum              | Gegner                  | Ort            | Stadion                 | Ergebnis |
| -- | ------------------ | ----------------------- | -------------- | ----------------------- | -------- |
| 03 | 20. Juni 1970      | Border                  | East London    | Border RU Ground        | 28:3     |
| 04 | 24. Juni 1970      | Paul Roos’s XV          | Bethlehem      | Goble Park              | 43:9     |
| 05 | 27. Juni 1970      | Griqualand West         | Kimberley      | De Beers Stadium        | 27:3     |
| 06 | 01. Juli 1970      | North-West Cape         | Upington       | Danie Kuys Stadium      | 26:3     |
| 07 | 04. Juli 1970      | Südwestafrika           | Windhoek       | South-West Stadium      | 16:0     |
| 08 | 08. Juli 1970      | Eastern Transvaal       | Springs        | PAM Brink Stadium       | 24:3     |
| 09 | 11. Juli 1970      | Transvaal               | Johannesburg   | Ellis Park Stadium      | 34:17    |
| 10 | 13. Juli 1970      | Western Transvaal       | Potchefstroom  | Olën Park               | 21:17    |
| 11 | 18. Juli 1970      | Orange Free State       | Bloemfontein   | Free State Stadium      | 30:12    |
| 12 | 21. Juli 1970      | Rhodesien               | Salisbury      | Police Ground           | 27:14    |
| 13 | 25. Juli 1970      | Südafrika               | Pretoria       | Loftus Versfeld Stadium | 6:17     |
| 14 | 01. August 1970    | Eastern Province        | Port Elizabeth | Boet Erasmus Stadium    | 49:8     |
| 15 | 04. August 1970    | Boland                  | Wellington     | Boland Stadium          | 35:9     |
| 16 | 08. August 1970    | Südafrika               | Kapstadt       | Newlands Stadium        | 9:8      |
| 17 | 12. August 1970    | South Western Districts | George         | George RFU Ground       | 36:6     |
| 18 | 15. August 1970    | Western Province        | Kapstadt       | Newlands Stadium        | 29:6     |
| 19 | 19. August 1970    | South African Country   | East London    | Border RU Ground        | 45:8     |
| 20 | 22. August 1970    | Natal                   | Durban         | Kings Park Stadium      | 29:8     |
| 21 | 25. August 1970    | Southern Universities   | Kapstadt       | Newlands Stadium        | 20:3     |
| 22 | 29. August 1970    | Südafrika               | Port Elizabeth | Boet Erasmus Stadium    | 3:14     |
| 23 | 02. September 1970 | North-East Cape         | Burgersdorp    | Danie Craven Stadium    | 85:0     |
| 24 | 05. September 1970 | Northern Transvaal      | Pretoria       | Loftus Versfeld Stadium | 19:15    |
| 25 | 07. September 1970 | South Africa Gazelles   | Potchefstroom  | Olën Park               | 29:25    |
| 26 | 12. September 1970 | Südafrika               | ohannesburg    | Ellis Park Stadium      | 17:20    |

## Test Matches
| 25. Juli 1970 | Südafrika                                                                                     | 17 : 6         | Neuseeland                                | Loftus Versfeld Stadium, Pretoria Zuschauer: 55.000 Schiedsrichter: Pieter Robbertse (Südafrika) |
| 25. Juli 1970 | Versuche: de Villiers Nomis Erhöhungen: McCallum Straftritte: McCallum (2) Dropgoals: Visagie | (12:0) Bericht | Versuche: Williams Straftritte: McCormick | Loftus Versfeld Stadium, Pretoria Zuschauer: 55.000 Schiedsrichter: Pieter Robbertse (Südafrika) |

Aufstellungen:
- Südafrika: Albert Bates, Dawie de Villiers , Frik du Preez, Jan Ellis, Piet Greyling, Joggie Jansen, Hannes Marais, Ian McCallum, Gert Muller, Tiny Neethling, Sydney Nomis, Mannetjies Roux, Johan Spies, Jacobus van Wyk, Piet Visagie
- Neuseeland: Wayne Cottrell, Malcolm Dick, Alister Hopkinson, Ian Kirkpatrick, Chris Laidlaw, Tom Lister, Brian Lochore , Ian MacRae, Fergus McCormick, Bruce McLeod, Brian Muller, Alan Smith, Sam Strahan, Grahame Thorne, Bryan Williams 
 Auswechselspieler: Sid Going

| 8. August 1970 | Südafrika                                                       | 8 : 9         | Neuseeland                                               | Newlands Stadium, Kapstadt Zuschauer: 52.000 Schiedsrichter: Wynand Malan (Südafrika) |
| 8. August 1970 | Versuche: Jansen Erhöhungen: Ian McCallum Straftritte: McCallum | (0:6) Bericht | Versuche: Ian Kirkpatrick Laidlaw Straftritte: McCormick | Newlands Stadium, Kapstadt Zuschauer: 52.000 Schiedsrichter: Wynand Malan (Südafrika) |

Aufstellungen:
- Südafrika: Albert Bates, Dawie de Villiers , Frik du Preez, Jan Ellis, Piet Greyling, Joggie Jansen, Hannes Marais, Ian McCallum, Gert Muller, Tiny Neethling, Sydney Nomis, Mannetjies Roux, Johan Spies, Jacobus van Wyk, Piet Visagie 
 Auswechselspieler: Robert Barnard
- Neuseeland: Bill Davis, Alister Hopkinson, Ian Kirkpatrick, Earle Kirton, Chris Laidlaw, Brian Lochore , Ian MacRae, Fergus McCormick, Bruce McLeod, Brian Muller, Sam Strahan, Alan Sutherland, Grahame Thorne, Bryan Williams, Alex Wyllie

| 29. August 1970 | Südafrika                                                           | 14 : 3        | Neuseeland            | Boet Erasmus Stadium, Port Elizabeth Zuschauer: 55.000 Schiedsrichter: Pieter Robbertse (Südafrika) |
| 29. August 1970 | Versuche: Muller (2) Erhöhungen: McCallum Straftritte: McCallum (2) | (3:3) Bericht | Straftritte: Williams | Boet Erasmus Stadium, Port Elizabeth Zuschauer: 55.000 Schiedsrichter: Pieter Robbertse (Südafrika) |

Aufstellungen:
- Südafrika: Dawie de Villiers , Frik du Preez, Jan Ellis, Piet Greyling, Joggie Jansen, Hannes Marais, Ian McCallum, Gert Muller, Mof Myburgh, Lofty Nel, Sydney Nomis, Mannetjies Roux, Johan Spies, Jacobus van Wyk, Piet Visagie
- Neuseeland: Alister Hopkinson, Ian Kirkpatrick, Earle Kirton, Chris Laidlaw, Brian Lochore , Ian MacRae, Fergus McCormick, Colin Meads, Henare Milner, Sam Strahan, Neil Thimbleby, Grahame Thorne, Ronald Ulrich, Bryan Williams, Alex Wyllie

| 12. September 1970 | Südafrika                                                               | 20 : 17        | Neuseeland                                                    | Ellis Park Stadium, Johannesburg Zuschauer: 65.000 Schiedsrichter: Herbert Woolley (Südafrika) |
| 12. September 1970 | Versuche: Muller Visagie Erhöhungen: McCallum Straftritte: McCallum (4) | (14:3) Bericht | Versuche: Williams Erhöhungen: Kember Straftritte: Kember (4) | Ellis Park Stadium, Johannesburg Zuschauer: 65.000 Schiedsrichter: Herbert Woolley (Südafrika) |

Aufstellungen:
- Südafrika: Dawie de Villiers , Frik du Preez, Jan Ellis, Piet Greyling, Joggie Jansen, Hannes Marais, Ian McCallum, Gert Muller, Mof Myburgh, Lofty Nel, Sydney Nomis, Mannetjies Roux, Johan Spies, Jacobus van Wyk, Piet Visagie
- Neuseeland: Malcolm Dick, Blair Furlong, Sid Going, Gerald Kember, Ian Kirkpatrick, Tom Lister, Brian Lochore , Ian MacRae, Colin Meads, Brian Muller, Keith Murdoch, Alan Sutherland, Grahame Thorne, Ronald Ulrich, Bryan Williams